# روستای طاء
روستای طاء از توابع دهستان گاورود شهرستان کامیاران، استان کردستان می‌باشد 
زبان مردم این روستاهورامی است وقدمت بالایی دارد بطوری که مسجدجامعه این روستاراحضرت عمرساخته است 